# Sortspætte
Sortspætten (Dryocopus martius) er en spætteart, der lever i det meste af Europa og store dele af Asien. Den når en længde på 45 cm og vejer 250 - 400 gram. Den er dermed den største spætte i Eurasien. Den har en sort fjerdragt med en karakteristisk rød isse. Den lever hovedsageligt af insekter, især herkulesmyren (Camponotus herculeanus). Ynglebestanden er vurderet som sårbar på den danske rødliste.